# Dvorní Žid
Dvorní Žid, případně dvorní faktor nebo dvorní agent apod. (německy Hoffaktor, Hofjude, Hofagent) byl v 17. a 18. století zejména na území Svaté říše římské a Habsburských státech obchodník, který se pohyboval v blízkosti panovníka a obstarával pro jeho dvůr zpravidla luxusní zboží, jindy zajišťoval armádní zásoby nebo finanční kapitál pro panovníka. Mnoho z těchto dvorních faktorů byli Židé, pro něž se vžil termín dvorní Židé. Někteří faktoři obsluhovali i několik panovnických dvorů současně.

## Dějiny
Již na konci 8. století převzal obchodník Izák z Cách diplomatické mise císaře Karla Velikého. Ve středověku se zástavní činnosti a půjčování peněz na úrok věnovali především židovští obchodníci. Své zákazníky získávali ponejvíce prostřednictvím svých dovedností, zkušeností a širokosáhlých vztahů. Dalším důvodem bylo křesťanům zapovězené vybírání úroků, v roce 1179 znovu potvrzeného katolickou církví a novým zákazem lichvy v roce 1215. Kvůli rostoucím potřebám financování podnikání a politiky poskytovali v pozdním středověku úročené půjčky někteří křesťané (italské banky, např. banka Compagnia dei Bardi) a právě Židé.

### U císařských dvorů ve střední Evropě
V roce 1582 císař Rudolf II. ve Vídni založil instituci dvorních Židů, kteří požívali některých výsad: byli například osvobozeni od městských a zemských daní, od mýtného a cel za své zboží. Spadali výhradně pod jurisdikci vrchního dvorního maršála, navíc byli osvobozeni od nošení židovského označení a byli oprávněni pohybovat se u dvora. Od roku 1596 však museli tito svobodní Židé také platit zvláštní příspěvky na válečné účely.
Jakub Baševi, od roku 1616 představený pražské židovské obce, byl na podnět Albrechta z Valdštejna roku 1622 povýšen od Ferdinanda II. do šlechtického stavu s predikátem „z Treuenburka“ a společně s knížetem z Lichtenštejna byl pověřen ražbou v císařské mincovně. Také ve Vídni byla ražba peněz v roce 1624 převedena na svobodného Žida Izraele Wolfa Auerbacha a jeho konsorcium.
V roku 1543 byl Michael z Derenburgu ustanoven u dvora Hohenzollernů jako Braniborský dvorní faktor. Kurfiřt Jáchym II. (1535–1571) jmenoval v roce 1556 Lippolda, původem z pražské židovské rodiny, za Mincmistra. Ten se tak stal prvním dvorním faktorem (v širším slova smyslu); mezi jeho úkoly patřila ražba mincí a péče o finance.

### Dvorní Židé v Českém království
- Mordechaj Maisel financoval císařský dvůr Rudolfa II.
- Jakub Baševi z Trauenburka pomáhal financovat vojenské a stavební projekty Albrechta z Valdštejna za pomoci znehodnocení měny. Baševi a Valdštejn ještě s dalšími finančníky, Hansem de Witte, Pavlem Michnou z Vacínova a Karlem z Lichtenštejna, od 1. února 1622 společně tvořili mincovní konsorcium a spravovali císařskou mincovnu pro Dolní Rakousko, Čechy a Moravu. Svými finančními operacemi v císařství způsobili ohromnou inflaci, která v době probíhající třicetileté války vedla k hladomoru. Ke konci války již většinou předběžné financování válek zajišťovali dvorní faktoři. Jakub Baševi byl navíc za své zásluhy povýšen do šlechtického stavu a poté se psal Jakub Baševi Šmiles z Trauenburka (von Treuenburg).
- Jáchym von Popper, obchodník textilem, bankéř a továrník
- David Oppenheimer byl vysoce vzdělaný pražský rabín, který své bohatství zdědil a získal prostřednictvím manželství

## V Rakouském císařství
- Jakob Koppel Fränkel (1600–1670), nejbohatší bankéř své doby
- Samuel Oppenheimer byl jedním z nejbohatších bankéřů své doby
- Samson Wertheimer také těžil z mnoha válek té doby. Ve Vídni bylo současně asi 100 dvorních faktorů.
- Diego d'Aguilar (1699–1759) financoval výstavbu Schönbrunnského paláce.
- Karl Abraham Wetzlar von Plankenstern se stal známý jako “miliónový Žid”, byl povýšen do šlechtického stavu.
- Isaak Arnstein (1682–1744) financoval císařský dvůr.
- Nathan Adam von Arnstein a Fanny von Arnstein, bankovní rodina a centrum společnosti na vídeňském kongresu
- Leopold von Lämmel (1790–1867) jeden z hlavních finančníků rakouského státu, poslanec Českého zemského sněmu

## Rusko
- Samuel Sinzheimer měl dopis od cara, který mu poskytoval ochrannu
- Pjotr Šafirov (1669–1739) sloužil carovi Petrovi Velikému